# Усуї Ріе
Усуї Ріе (яп. 臼井 理恵; нар. 28 грудня 1989) — японська футболістка. Вона грала за збірну Японії.

## Клубна кар'єра
У 2013 році дебютувала в «Sfida Setagaya FC». В 2014 року вона перейшла до «Урава Редз». 2017 року підписала контракт з клубом «Нодзіма Стелла Канаґава Саґаміхара».

## Кар'єра в збірній
Дебютувала у збірній Японії 13 вересня 2014 року в поєдинку проти Гани. У 2014 році зіграла 6 матчів в національній збірній.

## Статистика виступів
| Збірна Японії | Збірна Японії | Збірна Японії |
| Рік           | Матчі         | Голи          |
| ------------- | ------------- | ------------- |
| 2014          | 6             | 0             |
| Загалом       | 6             | 0             |